# Kosheen
I Kosheen sono un gruppo musicale britannico di musica trip hop, Drum and Bass e rock, con base a Bristol.  Il trio è formato dai due produttori Markee Substance e Darren Decoder e dalla cantante ed autrice Sian Evans.
Il gruppo ha preso il suo nome dalla combinazione delle parole giapponesi “Ko” (vecchio) e “Shin” (nuovo).

## Storia
Nel settembre 2001 esce Resist, il loro primo album, che raggiunge l'ottava posizione delle classifiche di vendita britanniche. Contiene i singoli (Slip And Slide) Suicide, Hide U, Catch, Hungry e Harder. L'album Resist ricevette un'intensa promozione dalla edizione 2002 di Nokia Game. Un breve loop da Harder si poteva infatti sentire in numerose parti del gioco virtuale.
Nell'agosto 2003 viene pubblicato Kokopelli. Il titolo si riferisce a Kokopelli, divinità dei nativi americani. Il disco ruota meno intorno al drums-and-bass e più sui riff di chitarra e su testi più oscuri. Ha battuto il suo predecessore piazzandosi al settimo posto delle classifiche britanniche, performance raggiunta anche dal singolo All In My Head, ma in seguito avrebbe venduto meno copie. I primi due album in studio del gruppo (Resist e Kokopelli sono stati certificati disco d'oro dalla British Phonographic Industry.
Il loro terzo album, Damage, è stato pubblicato in Europa dalla Universal Germany nel marzo 2007. L'edizione britannica di Damage, con due tracce addizionali, Analogue Street Dub e Professional Friend (non incluse nell'edizione europea), è stata pubblicata dalla Moksha Recordings nel settembre dello stesso anno. Il primo singolo estratto da Damage è stato Overkill, uscito a marzo in Europa e ad agosto 2007 nel Regno Unito.
Nel novembre 2007 i membri del gruppo sono rimasti coinvolti in una controversia a proposito del luogo dove avrebbe dovuto svolgersi un loro concerto a Belgrado. Il luogo del concerto era stato in passato un campo di concentramento. Una volta scoperto il fatto, tentarono di far spostare il concerto altrove, senza successo, con conseguente cancellazione dello spettacolo. All'epoca dichiararono di sperare di poter riorganizzare il concerto di Belgrado in seguito, in un luogo più adatto.
Nell'ottobre 2012 esce l'album Independence, fedele allo stile Kosheen ma con sonorità leggermente più progressive. Il primo singolo estratto da questo album è Get a New One, seguito da Holding on e Mannequin.
L'8 novembre 2013 viene pubblicato il video di Harder They Fall, per promuovere il successivo album del gruppo, ossia Solitude, uscito il 25 novembre seguente.

## Discografia

### Album studio
- 2001 - Resist
- 2003 - Kokopelli
- 2007 - Damage
- 2012 - Independence
- 2013 - Solitude

### Live
- 2008 - Berlin Live EP